# 6157 Прей
6157 Прей (6157 Prey) — астероїд головного поясу, відкритий 9 вересня 1991 року.
Тіссеранів параметр щодо Юпітера — 3,503.